# Камастра
Кама̀стра (на италиански и на сицилиански Camastra) е село и община в Южна Италия, провинция Агридженто, автономен регион и остров Сицилия. Разположено е на 340 m надморска височина. Населението на общината е 2056 души (към 2010 г.).